# Primera División 2015 (Argentina)
La Primera Division «Julio Humberto Grondona» 2015 è stata l'86ª edizione del massimo torneo calcistico argentino. La competizione è iniziata il 13 febbraio 2015, con la stagione regolare che è finita l'8 novembre con la fase regolare, mentre il 6 dicembre 2015 si sono disputate le ultime partite per determinare le partecipanti alle competizioni internazionali della stagione successiva.
Nel 2015 è entrata in vigore una nuova formula di disputa del campionato, voluta dal defunto presidente dell'AFA Julio Humberto Grondona. Il massimo campionato argentino ha visto una partecipazione allargata a ben 30 squadre, di cui 20 provenienti dalla precedente edizione (che non ha visto nessuna retrocessione) e 10 promosse dalla Primera B Nacional 2014.
Dato l'alto numero delle squadre partecipanti e allo scopo di contenere la durata del campionato all'anno solare, la formula adottata per lo svolgimento della Primera División 2015 ha previsto la disputa di un girone unico di sola andata fra tutte le squadre, per un totale di 29 partite per ogni formazione, a cui si è aggiunto un ulteriore turno di campionato di soli clasicos. Al termine della fase regolare si sono disputati due tornei in simultanea, la Liguilla pre-Libertadores e la Liguilla pre-Sudamericana, allo scopo di determinare le partecipanti alle rispettive competizioni internazionali.
Con la disputa della 30ª giornata la squadra in testa alla classifica del campionato, il Boca Juniors, si è laureato campione nazionale, mentre le due squadre con il peggior promedio (cioè la media dei punti totalizzati da ogni squadra nelle ultime tre stagioni in Primera División), cioè il Nueva Chicago e il Crucero del Norte, sono retrocesse in Primera B Nacional.
Alla Coppa Libertadores 2016 parteciperanno il River Plate (vincitore della Coppa Libertadores 2015), il Boca Juniors (vincitore del campionato), il San Lorenzo (2º classificato nel campionato), il Rosario Central (uscito sconfitto dalla finale della Coppa Argentina 2014-2015, ma avendo perso contro il Boca Juniors si aggiudica il posto di quest'ultimo), il Racing Club (vincitore della Liguilla pre-Libertadores) e l'Huracán (la squadra argentina meglio classificatasi alla Coppa Sudamericana 2015).
Alla Coppa Sudamericana 2016 parteciperanno l'Independiente (battuto dal Racing Club nella finale della Liguilla pre-Libertadores), il Belgrano, l'Estudiantes de La Plata, il Banfield e il Lanús (cioè le squadre uscite vincitrici dalla Liguilla pre-Sudamericana). Resta da assegnare un posto per questa competizione internazionale, che sarà la squadra vincente della Supercoppa Argentina 2015.

## Squadre partecipanti
| Club               | Città            | Stadio                              | Posti  | Allenatore                 | Presidente               |
| ------------------ | ---------------- | ----------------------------------- | ------ | -------------------------- | ------------------------ |
| Aldosivi           | Mar del Plata    | José María Minella                  | 35 354 | Fernando Quiroz            | José Moscuzza            |
| Argentinos Juniors | Buenos Aires     | Diego Armando Maradona              | 25 500 | Néstor Gorosito            | Rubén Forastiero         |
| Arsenal Sarandí    | Sarandí          | Julio Humberto Grondona             | 16 300 | Ricardo Caruso Lombardi    | Julio Ricardo Grondona   |
| Atlético Rafaela   | Rafaela          | Nuevo Monumental                    | 16 000 | Leonardo Astrada           | Homero Ingaramo          |
| Banfield           | Banfield         | Florencio Sola                      | 46 083 | Claudio Vivas              | Eduardo Spinosa          |
| Belgrano           | Cordoba          | Julio César Villagra                | 28 000 | Ricardo Zielinski          | Armando Pérez            |
| Boca Juniors       | Buenos Aires     | Alberto Jacinto Armando             | 49 000 | Rodolfo Arruabarrena       | Daniel Angelici          |
| Colón (SF)         | Santa Fe         | Brigadier General Estanislao López  | 40 000 | Darío Franco               | Víctor Francisco Godano  |
| Crucero (M)        | Garupá           | Comandante Andrés Guacurarí         | 12 000 | Sebastián Rambert          | Julio Koropeski          |
| Defensa y Justicia | Florencio Varela | Norberto "Tito" Tomaghello          | 12 000 | Ariel Holan                | José Lemme               |
| Estudiantes (LP)   | La Plata         | Ciudad de La Plata                  | 53 000 | Gabriel Milito             | Juan Sebastián Verón     |
| Gimnasia (LP)      | La Plata         | Juan Carmelo Zerillo                | 24 544 | Pedro Troglio              | Daniel Onofri            |
| Godoy Cruz         | Mendoza          | Malvinas Argentinas                 | 40 268 | Daniel Oldrá (ad interim)  | José Mansur              |
| Huracán            | Buenos Aires     | Tomás Adolfo Ducó                   | 48 314 | Eduardo Domínguez          | Alejandro Nadur          |
| Independiente      | Avellaneda       | Libertadores de América             | 52 853 | Mauricio Pellegrino        | Hugo Moyano              |
| Lanús              | Lanús            | Ciudad de Lanús – Néstor Díaz Pérez | 46 619 | Guillermo Barros Schelotto | Alejandro Marón          |
| Newell's Old Boys  | Rosario          | Marcelo Bielsa                      | 38 095 | Lucas Bernardi             | Guillermo Héctor Lorente |
| Nueva Chicago      | Buenos Aires     | Nueva Chicago                       | 28 500 | Rubén Forestello           | Sergio Ramos             |
| Olimpo             | Bahía Blanca     | Roberto Natalio Carminatti          | 20 000 | Diego Osella               | Alfredo Dagna            |
| Quilmes            | Quilmes          | Centenario Dr. José Luis Meiszner   | 30 200 | Facundo Sava               | Aníbal Fernández         |
| Racing Club        | Avellaneda       | Juan Domingo Perón                  | 55 389 | Diego Cocca                | Miguel Jimenez           |
| River Plate        | Buenos Aires     | Monumental Antonio Vespucio Liberti | 61 688 | Marcelo Gallardo           | Rodolfo D'Onofrio        |
| Rosario Central    | Rosario          | Dr. Lisandro de la Torre            | 41 654 | Eduardo Coudet             | Raúl Broglia             |
| San Lorenzo        | Buenos Aires     | Pedro Bidegain                      | 39 494 | Edgardo Bauza              | Matías Lammens           |
| San Martín (SJ)    | San Juan         | Ingeniero Hilario Sánchez           | 19 000 | Carlos Mayor               | Pablo Slavutzky          |
| Sarmiento (J)      | Junín            | Eva Perón                           | 22 000 | Sergio Lippi               | Fernando Chiófalo        |
| Temperley          | Temperley        | Alfredo Beranger                    | 13 800 | Ricardo Rezza              | Hernan Lewin             |
| Tigre              | Victoria         | José Dellagiovanna                  | 26 282 | Gustavo Alfaro             | Rodrigo Molinos          |
| Unión (SF)         | Santa Fe         | 15 de Abril                         | 22 852 | Leonardo Madelón           | Luis Spahn               |
| Vélez Sarsfield    | Buenos Aires     | José Amalfitani                     | 45 540 | Miguel Ángel Russo         | Raúl Gámez               |

### Cambi di allenatore
| Squadra            | Allenatore uscente              | Giornate |
| ------------------ | ------------------------------- | -------- |
| Aldosivi           | Fernando Quiroz                 | 1 - 30   |
| Argentinos Juniors | Néstor Gorosito                 | 1 - 30   |
| Arsenal Sarandí    | Martín Palermo                  | 1 - 10   |
| Arsenal Sarandí    | Roberto González (ad interim)   | 11 - 12  |
| Arsenal Sarandí    | Ricardo Caruso Lombardi         | 13 - 30  |
| Atlético Rafaela   | Roberto Sensini                 | 1 - 8    |
| Atlético Rafaela   | Gustavo Tognarelli (ad interim) | 9        |
| Atlético Rafaela   | Leonardo Astrada                | 10 - 30  |
| Banfield           | Matías Almeyda                  | 1 - 19   |
| Banfield           | Claudio Vivas (ad interim)      | 20 - 30  |
| Belgrano           | Ricardo Zielinski               | 1 - 30   |
| Boca Juniors       | Rodolfo Arruabarrena            | 1 - 30   |
| Colón (SF)         | Reinaldo Merlo                  | 1 - 30   |
| Colón (SF)         | Javier López                    | 2 - 15   |
| Colón (SF)         | Darío Franco                    | 16 - 30  |
| Crucero (M)        | Gabriel Schürrer                | 1 - 10   |
| Crucero (M)        | Javier Salinas (ad interim)     | 11       |
| Crucero (M)        | Sebastián Rambert               | 12 - 30  |
| Defensa y Justicia | Darío Franco                    | 1 - 10   |
| Defensa y Justicia | José Flores                     | 11 - 15  |
| Defensa y Justicia | Ariel Holan                     | 16 - 30  |
| Estudiantes (LP)   | Mauricio Pellegrino             | 1 - 9    |
| Estudiantes (LP)   | Nelson Vivas (ad interim)       | 10       |
| Estudiantes (LP)   | Gabriel Milito                  | 11 - 30  |
| Gimnasia (LP)      | Pedro Troglio                   | 1 - 30   |
| Godoy Cruz         | Daniel Oldrá                    | 1 - 15   |
| Godoy Cruz         | Gabriel Heinze                  | 16 - 26  |
| Godoy Cruz         | Daniel Oldrá (ad interim)       | 27 - 30  |
| Huracán            | Néstor Apuzzo                   | 1 - 20   |
| Huracán            | Eduardo Domínguez               | 21 - 30  |
| Independiente      | Jorge Almirón                   | 1 - 13   |
| Independiente      | Fernando Berón (ad interim)     | 14 - 15  |
| Independiente      | Mauricio Pellegrino             | 16 - 30  |
| Lanús              | Guillermo Barros Schelotto      | 1 - 30   |
| Newell's Old Boys  | Américo Gallego                 | 1 - 14   |
| Newell's Old Boys  | Carlos Picerni (ad interim)     | 15       |
| Newell's Old Boys  | Lucas Bernardi                  | 16- 30   |
| Nueva Chicago      | Omar Labruna                    | 1 - 7    |
| Nueva Chicago      | Alejandro Nania (ad interim)    | 8 - 12   |
| Nueva Chicago      | Rubén Forestello                | 13 - 30  |
| Olimpo             | Wálter Perazzo                  | 1 - 9    |
| Olimpo             | Alejandro Giuntini (ad interim) | 10       |
| Olimpo             | Diego Osella                    | 11 - 30  |
| Quilmes            | Julio César Falcioni            | 1 - 17   |
| Quilmes            | Facundo Sava                    | 18 - 30  |
| Racing Club        | Diego Cocca                     | 1 - 30   |
| River Plate        | Marcelo Gallardo                | 1 - 30   |
| Rosario Central    | Eduardo Coudet                  | 1 - 30   |
| San Lorenzo        | Edgardo Bauza                   | 1 - 30   |
| San Martín (SJ)    | Carlos Mayor                    | 1 - 30   |
| Sarmiento (J)      | Sergio Lippi                    | 1 - 30   |
| Temperley          | Ricardo Rezza                   | 1 - 30   |
| Tigre              | Gustavo Alfaro                  | 1 - 30   |
| Unión (SF)         | Leonardo Madelón                | 1 - 30   |
| Vélez Sarsfield    | Miguel Ángel Russo              | 1 - 30   |

### Distribuzione geografica delle squadre
| Regione o città           | Quantità | Squadre |
| ------------------------- | -------- | --- |
| Grande Buenos Aires       | 9        | Arsenal Sarandí - Banfield - Defensa y Justicia - Independiente - Lanús - Quilmes - Racing Club - Temperley - Tigre |
| Città di Buenos Aires     | 7        | Argentinos Juniors - Boca Juniors - Huracán - Nueva Chicago - River Plate - San Lorenzo - Vélez Sarsfield           |
| Provincia di Santa Fe     | 5        | Atlético Rafaela - Colón (SF) - Newell's Old Boys - Rosario Central - Unión (SF)                                    |
| Provincia di Buenos Aires | 3        | Aldosivi - Olimpo - Sarmiento (J)                                                                                   |
| Città di La Plata         | 2        | Estudiantes (LP) - Gimnasia (LP)                                                                                    |
| Provincia di Córdoba      | 1        | Belgrano |
| Provincia di Mendoza      | 1        | Godoy Cruz |
| Provincia di Misiones     | 1        | Crucero (M) |
| Provincia di San Juan     | 1        | San Martín (SJ) |

## Classifica
Aggiornata al 10 novembre 2015.
|  | Pos. | Squadra            | Pt | G  | V  | N  | P  | GF | GS | DR  |
|  | ---- | ------------------ | -- | -- | -- | -- | -- | -- | -- | --- |
|  | 1.   | Boca Juniors       | 64 | 30 | 20 | 4  | 6  | 49 | 26 | +23 |
|  | 2.   | San Lorenzo        | 61 | 30 | 18 | 7  | 5  | 45 | 20 | +25 |
|  | 3.   | Rosario Central    | 59 | 30 | 16 | 11 | 3  | 47 | 26 | +21 |
|  | 4.   | Racing Club        | 57 | 30 | 16 | 9  | 5  | 40 | 23 | +17 |
|  | 5.   | Independiente      | 54 | 30 | 14 | 12 | 4  | 44 | 22 | +22 |
|  | 6.   | Belgrano           | 51 | 30 | 14 | 9  | 7  | 33 | 23 | +10 |
|  | 7.   | Estudiantes (LP)   | 51 | 30 | 14 | 9  | 7  | 34 | 28 | +6  |
|  | 8.   | Banfield           | 50 | 30 | 14 | 8  | 8  | 38 | 32 | +6  |
|  | 9.   | River Plate        | 49 | 30 | 13 | 10 | 7  | 46 | 33 | +13 |
|  | 10.  | Tigre              | 46 | 30 | 12 | 10 | 8  | 32 | 25 | +7  |
|  | 11.  | Quilmes            | 45 | 30 | 13 | 6  | 11 | 38 | 37 | +1  |
|  | 12.  | Gimnasia (LP)      | 44 | 30 | 12 | 8  | 10 | 41 | 38 | +3  |
|  | 13.  | Lanús              | 42 | 30 | 10 | 12 | 8  | 33 | 29 | +4  |
|  | 14.  | Unión (SF)         | 41 | 30 | 9  | 14 | 7  | 38 | 37 | +1  |
|  | 15.  | Aldosivi           | 40 | 30 | 11 | 7  | 12 | 37 | 40 | -3  |
|  | 16.  | Newell's Old Boys  | 40 | 30 | 10 | 10 | 10 | 27 | 30 | -3  |
|  | 17.  | San Martín (SJ)    | 37 | 30 | 8  | 13 | 9  | 32 | 34 | -2  |
|  | 18.  | Olimpo             | 36 | 30 | 8  | 12 | 10 | 23 | 26 | -3  |
|  | 19.  | Colón (SF)         | 34 | 30 | 7  | 13 | 10 | 26 | 31 | -5  |
|  | 20.  | Argentinos Juniors | 33 | 30 | 8  | 9  | 13 | 30 | 38 | -8  |
|  | 21.  | Defensa y Justicia | 32 | 30 | 8  | 8  | 14 | 27 | 31 | -4  |
|  | 22.  | Godoy Cruz         | 32 | 30 | 8  | 8  | 14 | 32 | 40 | -8  |
|  | 23.  | Huracán            | 30 | 30 | 6  | 12 | 12 | 29 | 37 | -8  |
|  | 24.  | Sarmiento (J)      | 30 | 30 | 7  | 9  | 14 | 24 | 34 | -10 |
|  | 25.  | Temperley          | 30 | 30 | 7  | 8  | 15 | 19 | 29 | -10 |
|  | 26.  | Nueva Chicago      | 29 | 30 | 7  | 8  | 16 | 29 | 38 | -9  |
|  | 27.  | Vélez Sarsfield    | 29 | 30 | 7  | 8  | 15 | 27 | 37 | -10 |
|  | 28.  | Arsenal Sarandí    | 27 | 30 | 7  | 6  | 13 | 25 | 44 | -19 |
|  | 29   | Atlético Rafaela   | 23 | 30 | 4  | 11 | 15 | 29 | 51 | -22 |
|  | 30.  | Crucero (M)        | 14 | 30 | 3  | 5  | 22 | 21 | 55 | -34 |

Legenda:
      ammesse alla Coppa Libertadores 2016
      ammesse alla Pre-Libertadores
      ammesse alla Pre-Sudamericana
      attualmente in zona retrocessione
Note:
Tre punti a vittoria, uno a pareggio, zero a sconfitta.
Per le retrocessioni, vedi la sezione dedicata.

### Evoluzione del campionato
| Squadra/Giornata  | 1  | 2  | 3  | 4  | 5  | 6  | 7  | 8  | 9  | 10 | 11 | 12 | 13 | 14 | 15 | 16 | 17 | 18 | 19 | 20 | 21 | 22 | 23 | 24 | 25 | 26 | 27 | 28 | 29 | 30 |
| ----------------- | -- | -- | -- | -- | -- | -- | -- | -- | -- | -- | -- | -- | -- | -- | -- | -- | -- | -- | -- | -- | -- | -- | -- | -- | -- | -- | -- | -- | -- | -- |
| Aldosivi          | 27 | 29 | 27 | 25 | 21 | 21 | 21 | 17 | 20 | 11 | 8  | 11 | 9  | 11 | 14 | 15 | 16 | 16 | 17 | 18 | 18 | 17 | 19 | 18 | 17 | 18 | 16 | 16 | 15 | 15 |
| Argentinos Jrs.   | 4  | 7  | 5  | 7  | 8  | 13 | 13 | 10 | 12 | 15 | 16 | 13 | 11 | 12 | 15 | 16 | 17 | 18 | 20 | 20 | 20 | 20 | 17 | 17 | 19 | 21 | 18 | 19 | 19 | 20 |
| Arsenal           | 19 | 28 | 25 | 24 | 24 | 26 | 29 | 30 | 26 | 27 | 29 | 30 | 30 | 29 | 29 | 29 | 29 | 27 | 29 | 29 | 30 | 28 | 28 | 28 | 28 | 27 | 27 | 27 | 27 | 28 |
| Atl. de Rafaela   | 27 | 30 | 30 | 30 | 30 | 30 | 30 | 28 | 29 | 29 | 26 | 26 | 28 | 28 | 26 | 27 | 28 | 28 | 27 | 27 | 27 | 27 | 27 | 27 | 27 | 28 | 29 | 29 | 29 | 29 |
| Banfield          | 19 | 12 | 12 | 18 | 13 | 9  | 5  | 6  | 7  | 9  | 10 | 9  | 10 | 10 | 12 | 10 | 14 | 13 | 12 | 9  | 9  | 8  | 9  | 7  | 6  | 8  | 9  | 10 | 9  | 8  |
| Belgrano          | 2  | 7  | 13 | 8  | 15 | 10 | 6  | 5  | 5  | 3  | 4  | 2  | 4  | 6  | 6  | 6  | 5  | 6  | 6  | 5  | 6  | 6  | 7  | 9  | 10 | 7  | 6  | 7  | 6  | 6  |
| Boca Jrs.         | 2  | 1  | 1  | 2  | 2  | 3  | 2  | 1  | 2  | 1  | 1  | 1  | 2  | 3  | 2  | 1  | 1  | 1  | 2  | 2  | 2  | 1  | 2  | 1  | 2  | 2  | 1  | 1  | 1  | 1  |
| Colón             | 27 | 25 | 22 | 21 | 26 | 27 | 27 | 23 | 25 | 22 | 23 | 19 | 21 | 21 | 21 | 22 | 22 | 24 | 26 | 24 | 25 | 21 | 24 | 26 | 26 | 26 | 26 | 26 | 20 | 19 |
| Crucero del Norte | 16 | 20 | 25 | 28 | 27 | 28 | 24 | 26 | 27 | 26 | 27 | 28 | 26 | 27 | 25 | 25 | 27 | 27 | 28 | 28 | 29 | 30 | 30 | 30 | 30 | 30 | 30 | 30 | 30 | 30 |
| Def. y Justicia   | 8  | 14 | 18 | 15 | 18 | 18 | 17 | 19 | 18 | 21 | 24 | 24 | 24 | 25 | 27 | 26 | 24 | 22 | 24 | 25 | 22 | 24 | 21 | 19 | 20 | 22 | 19 | 20 | 20 | 21 |
| Estudiantes       | 8  | 4  | 2  | 4  | 5  | 11 | 14 | 15 | 16 | 20 | 18 | 17 | 13 | 15 | 10 | 12 | 11 | 12 | 11 | 11 | 11 | 10 | 8  | 10 | 8  | 10 | 8  | 6  | 8  | 7  |
| Gimnasia          | 19 | 20 | 27 | 25 | 20 | 24 | 25 | 25 | 19 | 18 | 17 | 18 | 15 | 13 | 8  | 8  | 7  | 7  | 8  | 8  | 8  | 9  | 12 | 12 | 12 | 14 | 14 | 12 | 12 | 12 |
| Godoy Cruz        | 14 | 18 | 14 | 8  | 16 | 19 | 18 | 21 | 23 | 24 | 22 | 21 | 19 | 22 | 22 | 18 | 19 | 17 | 19 | 19 | 21 | 23 | 25 | 23 | 25 | 25 | 23 | 21 | 20 | 22 |
| Huracán           | 19 | 15 | 18 | 19 | 22 | 16 | 19 | 22 | 24 | 25 | 25 | 27 | 27 | 24 | 24 | 24 | 25 | 25 | 25 | 26 | 26 | 26 | 26 | 25 | 24 | 24 | 25 | 23 | 24 | 23 |
| Independiente     | 7  | 9  | 7  | 11 | 11 | 5  | 7  | 8  | 11 | 13 | 12 | 14 | 17 | 16 | 16 | 13 | 12 | 9  | 7  | 7  | 7  | 7  | 6  | 6  | 5  | 6  | 5  | 5  | 5  | 5  |
| Lanús             | 8  | 11 | 11 | 14 | 6  | 4  | 9  | 11 | 8  | 12 | 15 | 16 | 16 | 14 | 13 | 11 | 9  | 10 | 13 | 13 | 12 | 12 | 11 | 11 | 11 | 12 | 13 | 14 | 14 | 13 |
| Newell's          | 18 | 13 | 15 | 10 | 4  | 7  | 12 | 7  | 10 | 8  | 9  | 6  | 7  | 7  | 9  | 9  | 10 | 15 | 15 | 16 | 16 | 16 | 18 | 20 | 16 | 15 | 15 | 15 | 15 | 16 |
| Nueva Chicago     | 25 | 24 | 21 | 27 | 28 | 29 | 28 | 29 | 30 | 28 | 30 | 29 | 29 | 30 | 30 | 30 | 30 | 30 | 30 | 30 | 28 | 29 | 29 | 29 | 29 | 29 | 29 | 28 | 27 | 26 |
| Olimpo            | 25 | 25 | 29 | 29 | 29 | 25 | 26 | 27 | 28 | 30 | 28 | 25 | 25 | 26 | 28 | 28 | 26 | 26 | 22 | 22 | 24 | 22 | 23 | 21 | 22 | 20 | 20 | 18 | 17 | 18 |
| Quilmes           | 19 | 18 | 24 | 23 | 19 | 20 | 22 | 20 | 22 | 23 | 21 | 20 | 23 | 23 | 23 | 23 | 23 | 21 | 18 | 15 | 15 | 15 | 14 | 13 | 13 | 11 | 11 | 11 | 10 | 11 |
| Racing            | 19 | 23 | 16 | 16 | 9  | 12 | 8  | 9  | 6  | 7  | 7  | 8  | 6  | 4  | 3  | 5  | 4  | 5  | 5  | 4  | 3  | 4  | 4  | 4  | 4  | 4  | 4  | 4  | 4  | 4  |
| River Plate       | 1  | 6  | 4  | 5  | 7  | 5  | 4  | 3  | 3  | 2  | 3  | 5  | 5  | 2  | 4  | 3  | 3  | 3  | 3  | 3  | 5  | 5  | 5  | 5  | 7  | 5  | 7  | 8  | 7  | 9  |
| Rosario Central   | 8  | 4  | 3  | 1  | 1  | 1  | 3  | 4  | 4  | 4  | 5  | 3  | 3  | 5  | 5  | 4  | 6  | 4  | 4  | 6  | 4  | 3  | 3  | 3  | 3  | 3  | 3  | 2  | 3  | 3  |
| San Lorenzo       | 4  | 2  | 8  | 3  | 3  | 2  | 1  | 2  | 1  | 5  | 2  | 4  | 1  | 1  | 1  | 2  | 2  | 2  | 1  | 1  | 1  | 2  | 1  | 2  | 2  | 2  | 2  | 3  | 2  | 2  |
| San Martín        | 14 | 17 | 9  | 13 | 17 | 17 | 20 | 16 | 17 | 16 | 11 | 12 | 14 | 17 | 17 | 17 | 15 | 14 | 14 | 14 | 14 | 14 | 13 | 15 | 15 | 16 | 17 | 17 | 18 | 17 |
| Sarmiento         | 30 | 27 | 23 | 22 | 25 | 22 | 15 | 18 | 14 | 10 | 13 | 15 | 18 | 19 | 19 | 21 | 21 | 23 | 23 | 23 | 23 | 25 | 22 | 24 | 21 | 17 | 21 | 22 | 23 | 24 |
| Temperley         | 8  | 16 | 20 | 20 | 23 | 23 | 23 | 24 | 21 | 19 | 20 | 23 | 22 | 20 | 20 | 20 | 20 | 20 | 16 | 17 | 17 | 19 | 16 | 16 | 18 | 19 | 22 | 25 | 26 | 25 |
| Tigre             | 16 | 20 | 16 | 16 | 12 | 8  | 10 | 12 | 9  | 6  | 6  | 7  | 8  | 9  | 7  | 7  | 8  | 8  | 9  | 10 | 10 | 11 | 10 | 8  | 9  | 9  | 10 | 9  | 10 | 10 |
| Unión             | 8  | 10 | 9  | 12 | 14 | 14 | 11 | 14 | 15 | 14 | 14 | 10 | 12 | 8  | 11 | 14 | 13 | 11 | 10 | 12 | 13 | 13 | 15 | 14 | 14 | 13 | 12 | 13 | 13 | 14 |
| Vélez             | 4  | 2  | 5  | 6  | 10 | 15 | 16 | 13 | 13 | 17 | 19 | 22 | 20 | 18 | 18 | 19 | 18 | 19 | 21 | 21 | 19 | 18 | 20 | 22 | 23 | 23 | 24 | 24 | 24 | 27 |

### Individuali

#### Classifica marcatori
Aggiornata al 28 luglio 2015
| Gol | Rigori |  | Giocatore              | Squadra           |
| --- | ------ |  | ---------------------- | ----------------- |
| 12  | 3      |  | Marco Ruben            | Rosario Central   |
| 11  |        |  | Fernando Cavenaghi     | River Plate       |
| 9   |        |  | Lucas Albertengo       | Independiente     |
| 9   | 2      |  | Enrique Triverio       | Unión             |
| 9   | 3      |  | Leandro Fernández      | Godoy Cruz        |
| 7   |        |  | Martín Cauteruccio     | San Lorenzo       |
| 7   |        |  | Ramón Ábila            | Huracán           |
| 7   | 1      |  | Ignacio Malcorra       | Unión             |
| 6   |        |  | Ignacio Fernández      | Gimnasia          |
| 6   |        |  | Marcos Daniel Figueroa | San Martín        |
| 6   |        |  | Mariano Pavone         | Racing Club       |
| 6   | 1      |  | Santiago Silva         | Arsenal           |
| 6   | 2      |  | Carlos Luna            | Tigre             |
| 6   | 2      |  | Maxi Rodríguez         | Newell's Old Boys |
| 6   | 3      |  | Milton Caraglio        | Vélez Sarsfield   |
| 6   | 3      |  | Gervasio Núñez         | Sarmiento         |

## Retrocessioni ("Descenso")
Al termine del campionato retrocedono in Primera B Nacional le due squadre con la peggior media punti (promedio), che si calcola sulla base del punteggio totale ottenuto da ogni squadra nel campionato 2015 sommato al punteggio totale delle precedenti 3 stagioni giocate nella massima categoria argentina.
| #  | Squadra            | Punti 2012–13 | Punti 2013–14 | Punti 2014 | Punti 2015 | Totale Punti | Partite giocate | Promedio |
| -- | ------------------ | ------------- | ------------- | ---------- | ---------- | ------------ | --------------- | -------- |
| 1  | Independiente      | 0             | 0             | 33         | 54         | 87           | 49              | 1,775    |
| 2  | River Plate        | 64            | 58            | 39         | 49         | 210          | 125             | 1,680    |
| 3  | Boca Juniors       | 51            | 61            | 31         | 64         | 207          | 125             | 1,656    |
| 4  | San Lorenzo        | 58            | 60            | 26         | 61         | 205          | 125             | 1,640    |
| 5  | Lanús              | 67            | 59            | 35         | 39         | 203          | 125             | 1,624    |
| 6  | Newell's Old Boys  | 74            | 56            | 25         | 40         | 195          | 125             | 1,560    |
| 7  | Racing Club        | 62            | 33            | 41         | 57         | 193          | 125             | 1,544    |
| 8  | Rosario Central    | 0             | 54            | 21         | 59         | 134          | 87              | 1,540    |
| 9  | Estudiantes (LP)   | 48            | 59            | 31         | 51         | 189          | 125             | 1,512    |
| 10 | Belgrano           | 59            | 49            | 25         | 51         | 184          | 125             | 1,472    |
| 11 | Gimnasia (LP)      | 0             | 57            | 24         | 44         | 125          | 87              | 1,436    |
| 12 | Banfield           | 0             | 0             | 20         | 50         | 70           | 49              | 1,428    |
| 13 | Vélez Sarsfield    | 61            | 61            | 25         | 29         | 176          | 125             | 1,408    |
| 14 | Unión (SF)         | 0             | 0             | 0          | 41         | 41           | 30              | 1,366    |
| 15 | Aldosivi           | 0             | 0             | 0          | 40         | 40           | 30              | 1,333    |
| 16 | Arsenal Sarandí    | 60            | 48            | 26         | 27         | 161          | 125             | 1,288    |
| 17 | Godoy Cruz         | 49            | 56            | 21         | 32         | 158          | 125             | 1,264    |
| 18 | Tigre              | 34            | 49            | 26         | 46         | 155          | 125             | 1,240    |
| 19 | San Martín (SJ)    | 0             | 0             | 0          | 37         | 37           | 30              | 1,233    |
| 20 | Quilmes            | 50            | 45            | 12         | 45         | 152          | 125             | 1,216    |
| 21 | Olimpo             | 0             | 50            | 19         | 36         | 105          | 87              | 1,206    |
| 22 | Colón (SF)         | 0             | 0             | 0          | 34         | 34           | 30              | 1,133    |
| 23 | Atlético Rafaela   | 43            | 49            | 25         | 23         | 140          | 125             | 1,120    |
| 24 | Argentinos Juniors | 0             | 0             | 0          | 33         | 33           | 30              | 1,100    |
| 25 | Defensa y Justicia | 0             | 0             | 20         | 32         | 52           | 49              | 1,061    |
| 26 | Sarmiento (J)      | 0             | 0             | 0          | 30         | 30           | 30              | 1,000    |
| 27 | Huracán            | 0             | 0             | 0          | 30         | 30           | 30              | 1,000    |
| 28 | Temperley          | 0             | 0             | 0          | 30         | 30           | 30              | 1,000    |
| 29 | Nueva Chicago      | 0             | 0             | 0          | 29         | 29           | 30              | 0,966    |
| 30 | Crucero (M)        | 0             | 0             | 0          | 14         | 14           | 30              | 0,466    |

Legenda:

      retrocesse nella Primera B Nacional

## Calendario e risultati
Con la lettera "c" si segnalano i clasicos.
| Vélez Sarsfield    | 2 - 0     | Aldosivi            | 13 feb. | Atlético de Rafaela | 1 - 4 | Banfield           | 20 feb. | Arsenal            | 1 - 1     | Nueva Chicago       | 27 feb. |
| Racing Club        | 0 - 1     | Rosario Central     | 13 feb. | Huracán             | 1 - 0 | Arsenal            | 21 feb. | Godoy Cruz         | 2 - 1     | Huracán             | 27 feb. |
| San Lorenzo        | 2 - 0     | Colón               | 14 feb. | Estudiantes         | 2 - 1 | Godoy Cruz         | 21 feb. | Tigre              | 1 - 0     | Olimpo              | 28 feb. |
| Gimnasia           | 0 - 1     | Defensa y Justicia  | 14 feb. | Rosario Central     | 2 - 1 | Tigre              | 21 feb. | Crucero del Norte  | 0 - 1     | Rosario Central     | 28 feb. |
| Godoy Cruz         | 1 - 1 (c) | San Martín          | 14 feb. | Olimpo              | 0 - 0 | Racing Club        | 21 feb. | Unión              | 1 - 1     | Lanús               | 28 feb. |
| Newell's Old Boys  | 2 - 3     | Independiente       | 14 feb. | Vélez Sarsfield     | 2 - 1 | Crucero del Norte  | 21 feb. | Quilmes            | 1 - 2     | Independiente       | 28 feb. |
| Banfield           | 0 - 1     | Temperley           | 14 feb. | San Martín          | 1 - 1 | Gimnasia           | 21 feb. | San Lorenzo        | 1 - 2     | San Martín          | 28 feb. |
| Crucero del Norte  | 0 - 0     | Tigre               | 14 feb. | Aldosivi            | 0 - 1 | Newell's Old Boys  | 22 feb. | Gimnasia           | 1 - 3 (c) | Estudiantes         | 1 mar.  |
| Unión              | 1 - 0     | Huracán             | 15 feb. | Independiente       | 1 - 1 | Sarmiento          | 22 feb. | Boca Juniors       | 1 - 0     | Atlético de Rafaela | 1 mar.  |
| Quilmes            | 0 - 1     | Lanús               | 15 feb. | Nueva Chicago       | 2 - 2 | Unión              | 22 feb. | Racing Club        | 2 - 1     | Temperley           | 1 mar.  |
| Boca Juniors       | 3 - 1     | Olimpo              | 15 feb. | River Plate         | 2 - 2 | Quilmes            | 22 feb. | Argentinos Juniors | 1 - 0     | Defensa y Justicia  | 1 mar.  |
| Argentinos Juniors | 2 - 1     | Atlético de Rafaela | 15 feb. | Colón               | 1 - 1 | Argentinos Juniors | 22 feb. | Belgrano           | 1 - 2     | River Plate         | 1 mar.  |
| Sarmiento          | 1 - 4     | River Plate         | 15 feb. | Temperley           | 0 - 2 | Boca Juniors       | 22 feb. | Sarmiento          | 2 - 2     | Aldosivi            | 2 mar.  |
| Arsenal            | 0 - 1     | Estudiantes         | 16 feb. | Lanús               | 0 - 0 | Belgrano           | 23 feb. | Banfield           | 0 - 0     | Colón               | 2 mar.  |
| Belgrano           | 3 - 1     | Nueva Chicago       | 16 feb. | Defensa y Justicia  | 1 - 2 | San Lorenzo        | 23 feb. | Newell's Old Boys  | 0 - 0     | Vélez Sarsfield     | 2 mar.  |

| Huracán             | 1 - 1 | Gimnasia           | 6 mar. | Crucero del Norte  | 0 - 0     | Olimpo              | 13 mar. | Newell's Old Boys   | 1 - 1 | Quilmes            | 20 mar. |
| Atlético de Rafaela | 1 - 1 | Racing Club        | 6 mar. | Racing Club        | 4 - 1     | Colón               | 13 mar. | Lanús               | 2 - 0 | Gimnasia           | 20 mar. |
| Nueva Chicago       | 0 - 2 | Godoy Cruz         | 7 mar. | Banfield           | 3 - 2     | San Martín          | 14 mar. | Sarmiento           | 2 - 1 | Crucero del Norte  | 21 mar. |
| Olimpo              | 1 - 3 | Rosario Central    | 7 mar. | Boca Juniors       | 2 - 1     | Defensa y Justicia  | 14 mar. | Vélez Sarsfield     | 1 - 2 | Belgrano           | 21 mar. |
| Aldosivi            | 1 - 1 | Quilmes            | 7 mar. | Unión              | 1 - 1     | Independiente       | 14 mar. | Independiente       | 4 - 0 | Arsenal            | 21 mar. |
| Independiente       | 1 - 2 | Belgrano           | 7 mar. | Sarmiento          | 1 - 2     | Newell's Old Boys   | 14 mar. | Huracán             | 4 - 0 | Argentinos Juniors | 21 mar. |
| Newell's Old Boys   | 2 - 0 | Crucero del Norte  | 7 mar. | Quilmes            | 2 - 1     | Vélez Sarsfield     | 15 mar. | Colón               | 0 - 1 | Tigre              | 21 mar. |
| Vélez Sarsfield     | 1 - 1 | Sarmiento          | 8 mar. | Argentinos Juniors | 2 - 2     | Estudiantes         | 15 mar. | River Plate         | 1 - 0 | Godoy Cruz         | 22 mar. |
| Lanús               | 0 - 0 | Arsenal            | 8 mar. | Tigre              | 2 - 1     | Atlético de Rafaela | 15 mar. | Estudiantes         | 1 - 2 | Banfield           | 22 mar. |
| Defensa y Justicia  | 1 - 0 | Banfield           | 8 mar. | San Lorenzo        | 3 - 1 (c) | Huracán             | 15 mar. | San Martín          | 1 - 1 | Boca Juniors       | 22 mar. |
| River Plate         | 2 - 2 | Unión              | 8 mar. | Godoy Cruz         | 1 - 5     | Lanús               | 15 mar. | Defensa y Justicia  | 1 - 1 | Racing Club        | 22 mar. |
| San Martín          | 0 - 0 | Argentinos Juniors | 8 mar. | Rosario Central    | 1 - 0     | Temperley           | 16 mar. | Atlético de Rafaela | 1 - 1 | Rosario Central    | 22 mar. |
| Colón               | 1 - 1 | Boca Juniors       | 8 mar. | Belgrano           | 0 - 1     | Aldosivi            | 16 mar. | Nueva Chicago       | 0 - 1 | San Lorenzo        | 23 mar. |
| Temperley           | 1 - 1 | Tigre              | 9 mar. | Arsenal            | 3 - 3     | River Plate         | 16 mar. | Aldosivi            | 3 - 3 | Unión              | 23 mar. |
| Estudiantes         | 0 - 2 | San Lorenzo        | 9 mar. | Gimnasia           | 2 - 1     | Nueva Chicago       | 17 mar. | Temperley           | 0 - 0 | Olimpo             | 23 mar. |

| Quilmes            | 0 - 4     | Sarmiento           | 27 mar. | Sarmiento           | 1 - 3 | Belgrano           | 3 apr. | Crucero del Norte  | 1 - 1     | Atlético de Rafaela | 10 apr. |
| Rosario Central    | 1 - 1     | Colón               | 27 mar. | Estudiantes         | 1 - 1 | Racing Club        | 3 apr. | Temperley          | 2 - 1     | Colón               | 10 apr. |
| Olimpo             | 0 - 0     | Atlético de Rafaela | 28 mar. | Atlético de Rafaela | 1 - 1 | Temperley          | 4 apr. | Godoy Cruz         | 2 - 2     | Vélez Sarsfield     | 11 apr. |
| Banfield           | 1 - 0     | Huracán             | 28 mar. | Defensa y Justicia  | 3 - 3 | Rosario Central    | 4 apr. | Gimnasia           | 4 - 1     | Aldosivi            | 11 apr. |
| San Lorenzo        | 4 - 0     | Lanús               | 28 mar. | Aldosivi            | 2 - 0 | Godoy Cruz         | 4 apr. | Rosario Central    | 2 - 1     | San Martín          | 11 apr. |
| Godoy Cruz         | 2 - 2     | Independiente       | 28 mar. | Independiente       | 1 - 1 | Gimnasia           | 4 apr. | Racing Club        | 2 - 0     | Huracán             | 11 apr. |
| Crucero del Norte  | 1 - 0     | Temperley           | 28 mar. | Vélez Sarsfield     | 2 - 1 | Arsenal            | 4 apr. | San Lorenzo        | 1 - 0     | Independiente       | 11 apr. |
| Belgrano           | 2 - 0     | Newell's Old Boys   | 29 mar. | River Plate         | 1 - 0 | San Lorenzo        | 5 apr. | Olimpo             | 0 - 0     | Defensa y Justicia  | 12 apr. |
| Racing Club        | 2 - 0     | San Martín          | 29 mar. | Lanús               | 0 - 1 | Argentinos Juniors | 5 apr. | Banfield           | 1 - 2 (c) | Lanús               | 12 apr. |
| Boca Juniors       | 3 - 0     | Estudiantes         | 29 mar. | Huracán             | 0 - 2 | Boca Juniors       | 5 apr. | Unión              | 0 - 1     | Sarmiento           | 12 apr. |
| Unión              | 1 - 0     | Vélez Sarsfield     | 29 mar. | Colón               | 1 - 0 | Olimpo             | 5 apr. | Boca Juniors       | 0 - 0     | Nueva Chicago       | 12 apr. |
| Gimnasia           | 2 - 3     | River Plate         | 29 mar. | Quilmes             | 3 - 1 | Crucero del Norte  | 5 apr. | Argentinos Juniors | 1 - 2     | River Plate         | 12 apr. |
| Arsenal            | 0 - 3     | Aldosivi            | 30 mar. | San Martín          | 3 - 1 | Tigre              | 5 apr. | Arsenal            | 3 - 0     | Newell's Old Boys   | 13 apr. |
| Tigre              | 0 - 0     | Defensa y Justicia  | 30 mar. | Nueva Chicago       | 1 - 2 | Banfield           | 6 apr. | Tigre              | 2 - 0     | Estudiantes         | 13 apr. |
| Argentinos Juniors | 1 - 1 (c) | Nueva Chicago       | 30 mar. | Newell's Old Boys   | 2 - 0 | Unión              | 6 apr. | Belgrano           | 2 - 1     | Quilmes             | 13 apr. |

| Estudiantes        | 1 - 1 | Rosario Central     | 17 apr. | Godoy Cruz          | 1 - 0     | Sarmiento          | 30 apr. | Nueva Chicago      | 0 - 2 | Rosario Central     | 8 mag.  |
| Sarmiento          | 2 - 0 | Arsenal             | 18 apr. | Olimpo              | 0 - 0     | Estudiantes        | 2 mag.  | Lanús              | 1 - 1 | Tigre               | 8 mag.  |
| Huracán            | 1 - 2 | Tigre               | 18 apr. | Gimnasia            | 0 - 0     | Newell's Old Boys  | 2 mag.  | Estudiantes        | 2 - 1 | Temperley           | 8 mag.  |
| Defensa y Justicia | 0 - 1 | Temperley           | 18 apr. | San Lorenzo         | 1 - 0     | Vélez Sarsfield    | 2 mag.  | Quilmes            | 0 - 0 | Godoy Cruz          | 9 mag.  |
| Independiente      | 0 - 0 | Argentinos Juniors  | 18 apr. | Argentinos Juniors  | 0 - 1     | Aldosivi           | 2 mag.  | Huracán            | 1 - 3 | Olimpo              | 9 mag.  |
| Vélez Sarsfield    | 0 - 1 | Gimnasia            | 18 apr. | Racing Club         | 2 - 0     | Lanús              | 2 mag.  | Unión              | 5 - 2 | Crucero del Norte   | 9 mag.  |
| Belgrano           | 1- 0  | Crucero del Norte   | 18 apr. | Rosario Central     | 1 - 1     | Huracán            | 2 mag.  | Newell's Old Boys  | 1 - 1 | San Lorenzo         | 9 mag.  |
| Nueva Chicago      | 0 - 0 | Racing Club         | 19 apr. | Atlético de Rafaela | 2 - 1     | Defensa y Justicia | 3 mag.  | Vélez Sarsfield    | 0 - 1 | Argentinos Juniors  | 9 mag.  |
| Aldosivi           | 1 - 0 | San Lorenzo         | 19 apr. | Banfield            | 1 - 1     | Independiente      | 3 mag.  | Belgrano           | 2 - 0 | Arsenal             | 10 mag. |
| River Plate        | 4 - 1 | Banfield            | 19 apr. | Tigre               | 2 - 0     | Nueva Chicago      | 3 mag.  | Aldosivi           | 0 - 3 | Banfield            | 10 mag. |
| San Martín         | 2 - 0 | Olimpo              | 19 apr. | Boca Juniors        | 0 - 0 (c) | River Plate        | 3 mag.  | River Plate        | 0 - 0 | Racing Club         | 10 mag. |
| Lanús              | 1 - 3 | Boca Juniors        | 19 apr. | Unión               | 1 - 1     | Belgrano           | 3 mag.  | San Martín         | 1 - 1 | Atlético de Rafaela | 10 mag. |
| Quilmes            | 1 - 3 | Unión               | 20 apr. | Arsenal             | 0 - 1     | Quilmes            | 4 mag.  | Independiente      | 1 - 1 | Boca Juniors        | 10 mag. |
| Colón              | 2 - 1 | Atlético de Rafaela | 21 apr. | Crucero del Norte   | 0 - 0     | Colón              | 4 mag.  | Sarmiento          | 0 - 0 | Gimnasia            | 11 mag. |
| Newell's Old Boys  | 2 - 0 | Godoy Cruz          | 21 apr. | Temperley           | 0 - 1     | San Martín         | 4 mag.  | Defensa y Justicia | 2 - 3 | Colón               | 11 mag. |

| Gimnasia            | 3 - 2     | Quilmes            | 22 mag. | Quilmes           | 1 - 2 | San Lorenzo         | 29 mag. | Gimnasia            | 5 - 2 | Unión             | 5 giu. |
| Crucero del Norte   | 3 - 1     | Defensa y Justicia | 22 mag. | Nueva Chicago     | 0 - 2 | Temperley           | 30 mag. | Banfield            | 0 - 0 | Sarmiento         | 5 giu. |
| Temperley           | 0 - 0     | Huracán            | 22 mag. | Sarmiento         | 0 - 0 | Argentinos Juniors  | 30 mag. | Argentinos Juniors  | 0 - 2 | Quilmes           | 5 giu. |
| Arsenal             | 1 - 1     | Unión              | 23 mag. | Belgrano          | 0 - 1 | Gimnasia            | 30 mag. | Colón               | 1 - 1 | Huracán           | 6 giu. |
| Rosario Central     | 1 - 1     | Lanús              | 23 mag. | Independiente     | 1 - 0 | Tigre               | 30 mag. | Temperley           | 1 - 1 | Lanús             | 6 giu. |
| Colón               | 2 - 2     | San Martín         | 23 mag. | Unión             | 1 - 0 | Godoy Cruz          | 30 mag. | San Lorenzo         | 0 - 0 | Belgrano          | 6 giu. |
| Banfield            | 1 - 3     | Vélez Sarsfield    | 23 mag. | Newell's Old Boys | 1 - 1 | Banfield            | 30 mag. | Crucero del Norte   | 3 - 1 | San Martín        | 7 giu. |
| Olimpo              | 0 - 0     | Nueva Chicago      | 23 mag. | Aldosivi          | 1 - 2 | Racing Club         | 31 mag. | Rosario Central     | 1 - 1 | Independiente     | 7 giu. |
| San Lorenzo         | 3 - 0     | Sarmiento          | 23 mag. | San Martín        | 2 - 2 | Defensa y Justicia  | 31 mag. | Atlético de Rafaela | 2 - 0 | Nueva Chicago     | 7 giu. |
| Atlético de Rafaela | 1 - 2     | Estudiantes        | 23 mag. | River Plate       | 2 - 0 | Rosario Central     | 31 mag. | Racing Club         | 3 - 1 | Vélez Sarsfield   | 7 giu. |
| Racing Club         | 1 - 0 (c) | Independiente      | 24 mag. | Estudiantes       | 0 - 0 | Colón               | 31 mag. | Boca Juniors        | 4 - 0 | Newell's Old Boys | 7 giu. |
| Argentinos Juniors  | 2 - 1     | Newell's Old Boys  | 24 mag. | Vélez Sarsfield   | 2 - 0 | Boca Juniors        | 31 mag. | Godoy Cruz          | 0 - 0 | Arsenal           | 7 giu. |
| Boca Juniors        | 0 - 3     | Aldosivi           | 24 mag. | Arsenal           | 1 - 0 | Crucero del Norte   | 1 giu.  | Olimpo              | 1 - 1 | River Plate       | 7 giu. |
| Godoy Cruz          | 1 - 0     | Belgrano           | 24 mag. | Lanús             | 2 - 0 | Olimpo              | 1 giu.  | Tigre               | 2 - 1 | Aldosivi          | 8 giu. |
| Tigre               | 0 - 0     | River Plate        | 8 lug.  | Huracán           | 3 - 2 | Atlético de Rafaela | 1 giu.  | Defensa y Justicia  | 0 - 1 | Estudiantes       | 8 giu. |

| Arsenal           | 0 - 1     | Gimnasia            | 10 lug. | San Lorenzo         | 3 - 0 | Arsenal           | 17 lug. | Aldosivi          | 0 - 0     | Temperley           | 24 lug. |
| Estudiantes       | 0 - 0     | San Martín          | 10 lug. | Banfield            | 1 - 2 | Belgrano          | 17 lug. | Gimnasia          | 2 - 1     | Crucero del Norte   | 25 lug. |
| Belgrano          | 2 - 1     | Argentinos Juniors  | 11 lug. | Olimpo              | 3 - 1 | Aldosivi          | 18 lug. | Sarmiento         | 0 - 1     | Tigre               | 25 lug. |
| River Plate       | 1 - 1     | Temperley           | 11 lug. | Defensa y Justicia  | 2 - 1 | Nueva Chicago     | 18 lug. | River Plate       | 3 - 1     | Colón               | 25 lug. |
| Quilmes           | 0 - 1     | Banfield            | 11 lug. | Boca Juniors        | 2 - 1 | Quilmes           | 18 lug. | Unión             | 0 - 0     | Banfield            | 25 lug. |
| Unión             | 1 - 1     | San Lorenzo         | 11 lug. | Atlético de Rafaela | 1 - 5 | River Plate       | 18 lug. | Independiente     | 2 - 0     | Atlético de Rafaela | 25 lug. |
| Huracán           | 0 - 0     | Defensa y Justicia  | 11 lug. | Racing Club         | 2 - 1 | Sarmiento         | 18 lug. | Vélez Sarsfield   | 0 - 2     | Olimpo              | 25 lug. |
| Lanús             | 3 - 0     | Atlético de Rafaela | 11 lug. | Colón               | 1 - 2 | Lanús             | 18 lug. | Newell's Old Boys | 0 - 1 (c) | Rosario Central     | 26 lug. |
| Nueva Chicago     | 0 - 0     | Colón               | 12 lug. | San Martín          | 3 - 2 | Huracán           | 19 lug. | Godoy Cruz        | 1 - 1     | San Lorenzo         | 26 lug. |
| Independiente     | 3 - 1     | Olimpo              | 12 lug. | Tigre               | 0 - 0 | Newell's Old Boys | 19 lug. | Quilmes           | 2 - 1     | Racing Club         | 26 lug. |
| Newell's Old Boys | 3 - 0     | Racing Club         | 12 lug. | Rosario Central     | 0 - 0 | Vélez Sarsfield   | 19 lug. | Huracán           | 1 - 0     | Estudiantes         | 26 lug. |
| Godoy Cruz        | 3 - 0     | Crucero del Norte   | 12 lug. | Temperley           | 0 - 1 | Independiente     | 19 lug. | Lanús             | 0 - 1     | Defensa y Justicia  | 26 lug. |
| Sarmiento         | 0 - 1     | Boca Juniors        | 12 lug. | Gimnasia            | 2 - 0 | Godoy Cruz        | 20 lug. | Belgrano          | 0 - 1     | Boca Juniors        | 26 lug. |
| Aldosivi          | 1 - 3     | Rosario Central     | 13 lug. | Crucero del Norte   | 1 - 2 | Estudiantes       | 20 lug. | Nueva Chicago     | 0 - 0     | San Martín          | 27 lug. |
| Vélez Sarsfield   | 2 - 2 (c) | Tigre               | 13 lug. | Argentinos Juniors  | 1 - 2 | Unión             | 20 lug. | Arsenal           | 3 - 2     | Argentinos Juniors  | 27 lug. |

| Atlético de Rafaela | 2 - 1 | Aldosivi          | 31 lug. | Belgrano          | 1 - 0     | Tigre               | 14 ago. | Atlético de Rafaela | 1 - 1 | Newell's Old Boys | 21 ago. |
| Temperley           | 2 - 1 | Vélez Sarsfield   | 31 lug. | Sarmiento         | 0 - 0 (c) | Olimpo              | 14 ago. | Banfield            | 1 - 0 | Gimnasia          | 21 ago. |
| Argentinos Juniors  | 0 - 0 | Godoy Cruz        | 1 ago.  | Independiente     | 1 - 0     | Defensa y Justicia  | 14 ago. | Argentinos Juniors  | 2 - 3 | San Lorenzo       | 22 ago. |
| Estudiantes         | 1 - 0 | Nueva Chicago     | 1 ago.  | Godoy Cruz        | 1 - 2     | Banfield            | 15 ago. | San Martín          | 1 - 1 | Independiente     | 22 ago. |
| San Lorenzo         | 1 - 0 | Gimnasia          | 1 ago.  | Unión             | 1 - 2     | Racing Club         | 15 ago. | Racing Club         | 2 - 1 | Arsenal           | 22 ago. |
| Rosario Central     | 1 - 1 | Sarmiento         | 1 ago.  | Aldosivi          | 1 - 1     | Colón               | 15 ago. | Colón               | 0 - 0 | Vélez Sarsfield   | 22 ago. |
| Colón               | 0 - 1 | Independiente     | 1 ago.  | Nueva Chicago     | 3 - 0     | Huracán             | 15 ago. | Olimpo              | 0 - 1 | Quilmes           | 22 ago. |
| Olimpo              | 2 - 0 | Newell's Old Boys | 2 ago.  | Lanús             | 0 - 0     | Estudiantes         | 15 ago. | Estudiantes         | 2 - 1 | River Plate       | 23 ago. |
| Racing Club         | 0 - 0 | Belgrano          | 2 ago.  | Newell's Old Boys | 0 - 0     | Temperley           | 16 ago. | Crucero del Norte   | 0 - 1 | Nueva Chicago     | 23 ago. |
| Boca Juniors        | 3 - 4 | Unión             | 2 ago.  | Vélez Sarsfield   | 2 - 2     | Atlético de Rafaela | 16 ago. | Rosario Central     | 3 - 1 | Belgrano          | 23 ago. |
| Crucero del Norte   | 3 - 3 | Huracán           | 2 ago.  | San Lorenzo       | 2 - 1     | Crucero del Norte   | 16 ago. | Tigre               | 2 - 1 | Unión             | 23 ago. |
| Tigre               | 0 - 1 | Quilmes           | 3 ago.  | Gimnasia          | 4 - 2     | Argentinos Juniors  | 16 ago. | Huracán             | 0 - 0 | Lanús             | 23 ago. |
| Banfield            | 4 - 1 | Arsenal           | 3 ago.  | Arsenal           | 1 - 2     | Boca Juniors        | 16 ago. | Boca Juniors        | 2 - 0 | Godoy Cruz        | 23 ago. |
| San Martín          | 1 - 1 | Lanús             | 11 ago. | River Plate       | 0 - 1     | San Martín          | 17 ago. | Defensa y Justicia  | 4 - 0 | Aldosivi          | 24 ago. |
| Defensa y Justicia  | 1 - 0 | River Plate       | 14 ott. | Quilmes           | 3 - 1     | Rosario Central     | 17 ago. | Temperley           | 0 - 0 | Sarmiento         | 24 ago. |

| Argentinos Juniors | 4 - 0     | Crucero del Norte   | 28 ago. | Banfield            | 1 - 1 | Argentinos Juniors | 4 set. | Defensa y Justicia  | 1 - 0 (c) | Arsenal            | 11 set. |
| Quilmes            | 0 - 0 (c) | Temperley           | 29 ago. | Tigre               | 2 - 1 | Godoy Cruz         | 4 set. | San Martín          | 1 - 2 (c) | Godoy Cruz         | 12 set. |
| Gimnasia           | 1 - 2     | Boca Juniors        | 29 ago. | Crucero del Norte   | 1 - 3 | Lanús              | 5 set. | Huracán             | 1 - 0 (c) | San Lorenzo        | 12 set. |
| Newell's Old Boys  | 0 - 1     | Colón               | 29 ago. | Huracán             | 1 - 1 | Independiente      | 5 set. | Nueva Chicago       | 1 - 2 (c) | Argentinos Juniors | 12 set. |
| Vélez Sarsfield    | 2 - 1     | Defensa y Justicia  | 29 ago. | Temperley           | 2 - 1 | Belgrano           | 5 set. | Olimpo              | 1 - 0 (c) | Sarmiento          | 12 set. |
| Aldosivi           | 2 - 0     | San Martín          | 29 ago. | Defensa y Justicia  | 1 - 0 | Newell's Old Boys  | 5 set. | Atlético de Rafaela | 1 - 1 (c) | Belgrano           | 12 set. |
| River Plate        | 1 - 1     | Huracán             | 30 ago. | Colón               | 0 - 1 | Sarmiento          | 5 set. | Independiente       | 3 - 0 (c) | Racing Club        | 12 set. |
| San Lorenzo        | 0 - 0     | Banfield            | 30 ago. | Rosario Central     | 1 - 0 | Arsenal            | 5 set. | Tigre               | 3 - 0 (c) | Vélez Sarsfield    | 12 set. |
| Sarmiento          | 0 - 1     | Atlético de Rafaela | 30 ago. | San Martín          | 3 - 1 | Vélez Sarsfield    | 6 set. | Rosario Central     | 0 - 0 (c) | Newell's Old Boys  | 13 set. |
| Arsenal            | 2 - 0     | Tigre               | 30 ago. | Olimpo              | 0 - 0 | Unión              | 6 set. | Lanús               | 0 - 1 (c) | Banfield           | 13 set. |
| Unión              | 0 - 1     | Rosario Central     | 30 ago. | Boca Juniors        | 0 - 1 | San Lorenzo        | 6 set. | Estudiantes         | 1 - 1 (c) | Gimnasia           | 13 set. |
| Independiente      | 1 - 1     | Estudiantes         | 30 ago. | Nueva Chicago       | 1 - 4 | River Plate        | 6 set. | River Plate         | 0 - 1 (c) | Boca Juniors       | 13 set. |
| Lanús              | 1 - 0     | Nueva Chicago       | 31 ago. | Racing Club         | 2 - 0 | Gimnasia           | 6 set. | Colón               | 0 - 0 (c) | Unión              | 13 set. |
| Belgrano           | 0 - 0     | Olimpo              | 31 ago. | Atlético de Rafaela | 2 - 4 | Quilmes            | 7 set. | Temperley           | 0 - 0 (c) | Quilmes            | 14 set. |
| Godoy Cruz         | 1 - 2     | Racing Club         | 30 set. | Estudiantes         | 2 - 1 | Aldosivi           | 7 set. | Aldosivi            | 2 - 0 (c) | Crucero del Norte  | 14 set. |

| Sarmiento          | 2 - 1     | Defensa y Justicia  | 18 set. | Olimpo              | 1 - 0 | Godoy Cruz         | 25 set. | Boca Juniors       | 1 - 0     | Crucero del Norte   | 2 ott. |
| Independiente      | 2 - 1     | Nueva Chicago       | 19 set. | Crucero del Norte   | 0 - 1 | River Plate        | 26 set. | Quilmes            | 2 - 0     | San Martín          | 2 ott. |
| Argentinos Juniors | 1 - 3     | Boca Juniors        | 19 set. | Nueva Chicago       | 3 - 1 | Aldosivi           | 26 set. | Argentinos Juniors | 2 - 1     | Tigre               | 3 ott. |
| Gimnasia           | 1 - 1     | Tigre               | 19 set. | Colón               | 0 - 1 | Belgrano           | 26 set. | San Lorenzo        | 2 - 2     | Rosario Central     | 3 ott. |
| Godoy Cruz         | 1 - 3     | Rosario             | 19 set. | Racing Club         | 1 - 0 | Argentinos Juniors | 26 set. | Gimnasia           | 2 - 2     | Olimpo              | 3 ott. |
| Aldosivi           | 0 - 0     | Huracán             | 19 set. | Atlético de Rafaela | 2 - 3 | Unión              | 26 set. | Sarmiento          | 0 - 1     | Estudiantes         | 3 ott. |
| Vélez Sarsfield    | 0 - 1     | Estudiantes         | 19 set. | Tigre               | 1 - 1 | San Lorenzo        | 26 set. | Arsenal            | 1 - 1     | Atlético de Rafaela | 3 ott. |
| Newell's Old Boys  | 1 - 0     | San Martín          | 19 set. | Huracán             | 0 - 0 | Vélez Sarsfield    | 27 set. | Unión              | 0 - 0 (c) | Colón               | 4 ott. |
| River Plate        | 1 - 1     | Lanús               | 20 set. | San Martín          | 0 - 1 | Sarmiento          | 27 set. | Belgrano           | 1 - 0     | Defensa y Justicia  | 4 ott. |
| Banfield           | 2 - 1     | Crucero del Norte   | 20 set. | Defensa y Justicia  | 0 - 1 | Quilmes            | 27 set. | Godoy Cruz         | 3 - 0     | Temperley           | 4 ott. |
| San Lorenzo        | 2 - 1     | Racing Club         | 20 set. | Lanús               | 1 - 1 | Independiente      | 27 set. | Independiente      | 3 - 0     | River Plate         | 4 ott. |
| Unión              | 2 - 1     | Temperley           | 20 set. | Rosario Central     | 4 - 0 | Gimnasia           | 27 set. | Newell's Old Boys  | 2 - 0     | Huracán             | 4 ott. |
| Arsenal            | 2 - 1     | Olimpo              | 20 set. | Boca Juniors        | 3 - 0 | Banfield           | 27 set. | Vélez Sarsfield    | 1 - 2     | Nueva Chicago       | 4 ott. |
| Belgrano           | 0 - 0 (c) | Atlético de Rafaela | 21 set. | Estudiantes         | 0 - 2 | Newell's Old Boys  | 28 set. | Aldosivi           | 3 - 1     | Lanús               | 5 ott. |
| Quilmes            | 1 - 0     | Colón               | 21 set. | Temperley           | 1 - 2 | Arsenal            | 28 set. | Banfield           | 0 - 0     | Racing Club         | 5 ott. |

| Crucero del Norte   | 0 - 4 | Independiente      | 16 ott. | Godoy Cruz         | 1 - 3     | Colón               | 30 ott. | Lanús               | 2 - 1     | Sarmiento          | 6 nov.  |
| Huracán             | 3 - 0 | Sarmiento          | 16 ott. | Sarmiento          | 1 - 2     | Nueva Chicago       | 30 ott. | Estudiantes         | 2 - 0     | Unión              | 7 nov.  |
| Lanús               | 0 - 1 | Vélez Sarsfield    | 17 ott. | Unión              | 0 - 0     | San Martín          | 31 ott. | Defensa y Justicia  | 1 - 1     | Godoy Cruz         | 7 nov.  |
| Nueva Chicago       | 5 - 0 | Newell's Old Boys  | 17 ott. | Newell's Old Boys  | 1 - 1     | Lanús               | 31 ott. | Olimpo              | 1 - 2     | Banfield           | 7 nov.  |
| Colón               | 3 - 1 | Arsenal            | 17 ott. | Belgrano           | 2 - 1     | Estudiantes         | 31 ott. | San Martín          | 1 - 0     | Arsenal            | 7 nov.  |
| Estudiantes         | 4 - 1 | Quilmes            | 17 ott. | Gimnasia           | 1 - 0     | Atlético de Rafaela | 31 ott. | Colón               | 2 - 1     | Gimnasia           | 7 nov.  |
| San Martín          | 1 - 1 | Belgrano           | 17 ott. | Racing Club        | 3 - 0     | Crucero del Norte   | 31 ott. | Independiente       | 1 - 0     | Vélez Sarsfield    | 8 nov.  |
| Atlético de Rafaela | 1 - 4 | Godoy Cruz         | 17 ott. | Vélez Sarsfield    | 0 - 1     | River Plate         | 31 ott. | River Plate         | 0 - 2     | Newell's Old Boys  | 8 nov.  |
| River Plate         | 1 - 1 | Aldosivi           | 18 ott. | Banfield           | 2 - 1     | Rosario Central     | 1 nov.  | Tigre               | 0 - 0     | Racing Club        | 8 nov.  |
| Racing Club         | 3 - 1 | Boca Juniors       | 18 ott. | San Lorenzo        | 2 - 0     | Temperley           | 1 nov.  | Rosario Central     | 3 - 1     | Boca Juniors       | 8 nov.  |
| Tigre               | 3 - 1 | Banfield           | 18 ott. | Quilmes            | 2 - 1     | Huracán             | 1 nov.  | Atlético de Rafaela | 0 - 1     | San Lorenzo        | 8 nov.  |
| Olimpo              | 2 - 1 | San Lorenzo        | 18 ott. | Boca Juniors       | 1 - 0     | Tigre               | 1 nov.  | Nueva Chicago       | 2 - 1     | Quilmes            | 9 nov.  |
| Rosario Central     | 2 - 0 | Argentinos Juniors | 18 ott. | Aldosivi           | 1 - 0     | Independiente       | 1 nov.  | Huracán             | 1 - 1     | Belgrano           | 9 nov.  |
| Defensa y Justicia  | 0 - 0 | Unión              | 19 ott. | Arsenal            | 1 - 0 (c) | Defensa y Justicia  | 2 nov.  | Temperley           | 0 - 0     | Argentinos Juniors | 9 nov.  |
| Temperley           | 1 - 3 | Gimnasia           | 19 ott. | Argentinos Juniors | 0 - 1     | Olimpo              | 2 nov.  | Crucero del Norte   | 0 - 2 (c) | Aldosivi           | 10 nov. |

## Liguilla pre-Libertadores
La Liguilla pre-Libertadores viene giocata dalle squadre classificatesi dal 3º al 6º posto, le quali si scontreranno in due semifinali di sola andata nello stadio della formazione meglio piazzatasi in campionato, mentre la finale avrà invece andata e ritorno. La vincitrice di questo torneo si qualificherà per la Copa Libertadores 2016, a cui parteciperà insieme alla squadra campione della Primera División 2015, alla seconda classificata, alla vincitrice della Copa Argentina 2015 e alla squadra argentina che avrà fatto più strada nella Copa Sudamericana 2015. In totale saranno quindi cinque i posti disponibili per il massimo torneo continentale nell'edizione 2016.

### Semifinali
Giocate il 21 novembre 2015.
| Squadra 1     | Risultato | Squadra 2        |
| ------------- | --------- | ---------------- |
| Racing Club   | 2–1       | Estudiantes (LP) |
| Independiente | 4–1       | Belgrano         |

### Finale
Giocata il 29 novembre (andata) e il 6 dicembre 2015 (ritorno).
| Squadra 1     | Totale | Squadra 2   | Andata | Ritorno |
| ------------- | ------ | ----------- | ------ | ------- |
| Independiente | 2-3    | Racing Club | 0-2    | 2-1     |

## Liguilla pre-Sudamericana
La Liguilla pre-Sudamericana sarà invece disputata dalle squadre sconfitte nelle semifinali della Liguilla pre-Libertadores e da quelle arrivate tra il 7º e il 18º posto nella classifica finale della Primera División 2015. Nel primo turno si giocheranno partite di sola andata (anche in questo caso nello stadio della formazione meglio classificatasi nella stagione appena conclusa), a cui seguiranno quattro sfide "finali" di andata e ritorno: da qua usciranno quattro club che disputeranno la Copa Sudamericana 2016, aggiungendosi al vincitore della Supercopa 2015 (la sfida fra la squadra vincitrice del campionato e quella detentrice della Copa Argentina 2015) e alla squadra risultata perdente dalla finale della Liguilla pre-Libertadores. In totale saranno quindi sei i posti per qualificarsi alla Coppa Sudamericana.

### Semifinali
Giocate tra il 19 e il 25 novembre 2015.
| Squadra 1     | Risultato | Squadra 2          |
| ------------- | --------- | ------------------ |
| Banfield      | 1–0       | Argentinos Juniors |
| Tigre         | 1-4       | Colón (SF)         |
| Quilmes       | 0–1       | Olimpo             |
| Gimnasia (LP) | 5–1       | San Martín (SJ)    |
| Lanús         | 2–1       | Newell's Old Boys  |
| Unión (SF)    | 1–2       | Aldosivi           |

### Finali
Giocate il 28 e 29 novembre (andata) e il 6 dicembre (ritorno).
| Squadra 1  | Totale | Squadra 2        | Andata | Ritorno |
| ---------- | ------ | ---------------- | ------ | ------- |
| Colón (SF) | 1-2    | Belgrano         | 0-1    | 1-1     |
| Olimpo     | 0-5    | Estudiantes (LP) | 0-1    | 0-4     |
| Lanús      | 3-1    | Gimnasia (LP)    | 1-0    | 2-1     |
| Aldosivi   | 3-4    | Banfield         | 2-3    | 1-1     |

## Statistiche

### Statistiche campionato
Non si considerano i risultati delle partite disputate per la Liguilla pre-Libertadores e per la Liguilla pre-Sudamericana.
- Partite giocate: 450
- Risultati
  - Vittorie in casa: 188 (41,78%)
  - Vittorie in trasferta: 122 (27,11%)
  - Pareggi: 140 (31,11%)
- Gol segnati: 994 (2,21 gol a partita)
  - Gol segnati in casa: 567 (57,04%)
  - Gol segnati in trasferta: 427 (42,96%)